# IC 4620
IC 4620 је спирална галаксија у сазвјежђу Херкул која се налази на листи објеката дубоког неба у Индекс каталогу.
Деклинација објекта је + 19° 18' 20" а ректасцензија 16h 48m 30,0s. Привидна величина (магнитуда) објекта IC 4620 износи 14,8 а фотографска магнитуда 15,6. IC 4620 је још познат и под ознакама MCG 3-43-4, CGCG 110-10, PGC 59034.